# Krośle
Krośle – część wsi Korzenno w Polsce, położona w województwie świętokrzyskim, w powiecie kieleckim, w gminie Raków. Do końca 2015 roku samodzielna wieś.
W latach 1975–1998 miejscowość administracyjnie należała do województwa kieleckiego.